# Karina Goricheva
Karina Havajevna Goricheva (Taldyqorǵan, 8 aprile 1993) è una sollevatrice kazaka, vincitrice della medaglia di bronzo olimpica a Rio de Janeiro 2016 nella categoria fino a 63 kg.

## Palmarès
- Giochi olimpici

Rio de Janeiro 2016: bronzo nei 63 kg femminili.